# Rozepře o koncepci národního parku Šumava
Spory o celkovou koncepci údržby národního parku Šumava prostřednictvím správy národního parku, o zonaci parku i o způsobu řešení jednotlivých technických problémů jsou dlouhodobým politickým i odborným tématem.

## Legislativní rámec
Nařízení vlády 163/1991 Sb. o národním parku Šumava v § 9 (Péče o les) mimo jiné stanoví:
(1) Cílem všech opatření v lesním hospodářství národního parku je dosažení přirozené skladby porostů zcela odpovídající danému stanovišti.
(3) V lesních hospodářských plánech na území 1. zóny se uplatňují jen pěstební a těžební zásahy dohodnuté s orgánem státní ochrany přírody, které zajišťují udržení nebo obnovu samořídících schopností lesního ekosystému, při omezeném využití technických prostředků. Je zakázáno používat pesticidy, průmyslová hnojiva a skladovat chemické přípravky jakéhokoliv druhu s výjimkou mimořádných okolností a nepředvídaných škod, kdy je nutno učinit potřebná opatření a to po předchozím souhlasu orgánu státní ochrany přírody.
(4) V lesích na území 2. a 3. zóny se hospodaří podle schváleného lesního hospodářského plánu; v zájmu ochrany genofondu se podle potřeby může prodloužit doba obmýtí a délka obnovní doby. Při obnově porostů je nutno zajistit a využívat především přirozenou skladbu dřevin a přirozenou obnovu lesa. Připouští se použití běžné těžební technologie s vyloučením těžkých těžebních strojů.

## Rozepře podle témat

### Lesnické zásahy v NP Šumava

#### Kácení v oblasti Ptačí potok (Modrava)
Odpůrci kácení v roce 2011 argumentovali hodnotou podmáčené horské smrčiny a nelegálností kácení. Odpůrci kácení, kteří aktivně, účastí v místech kácení, protestovali proti zásahům, byli z místa vyvlékáni Policií ČR. Na místě proti protestům aktivistů protestovali příznivci kácení.
Kácení na Modravě v roce 2011 skončilo v srpnu, kdy podle nejasných zpráv napadla lýkožrouta kombinace plísní, virů a bakterií, které jedince v tomto prostoru usmrtily.

### Žádost o vyjmutí vlastněných ploch z NP

#### Kašperské hory
O vyjmutí 4728 hektarů lesa z Národního parku Šumava požádalo 11. února 2011 ministra životního prostředí město Kašperské Hory, zastoupené starostkou Alenu Balounovou.
Ekologické organizace podporují dohodu mezi státem a obcí na směně pozemků mimo park, protože pozemky města, které sahají hluboko do parku, obsahují i cenné slatě.

#### Volary
Město Volary v roce 2011 už asi čtyři roky usiluje o vyjmutí pozemků o celkové velikosti asi 800 ha, z nichž část leží v prvních zónách parku.

### Židovský les
Tzv. Židovský les je les o rozloze 434 ha v oblasti Medvědí hory, který byl před 160 lety vykácen a nebyl již znovu vysázen. Tento les je oběma stranami sporu vydáván za příklad příznivého/nepříznivého samovolného vývoje lesa bez zásahů. Jako příklad, jak se bude bezzásahový les správně vyvíjet uvádí tuto lokalitu Valenta (Valenta, 2005), zatímco Vicena (Vicena, 2011) tento les ukazuje naopak jako odstrašující příklad, jak by se les vyvíjet neměl. Na Vicenovu publikaci vyšla recenze Matějky (Matějka, 2011), ve které jsou Vicenovy závěry silně kritizovány.

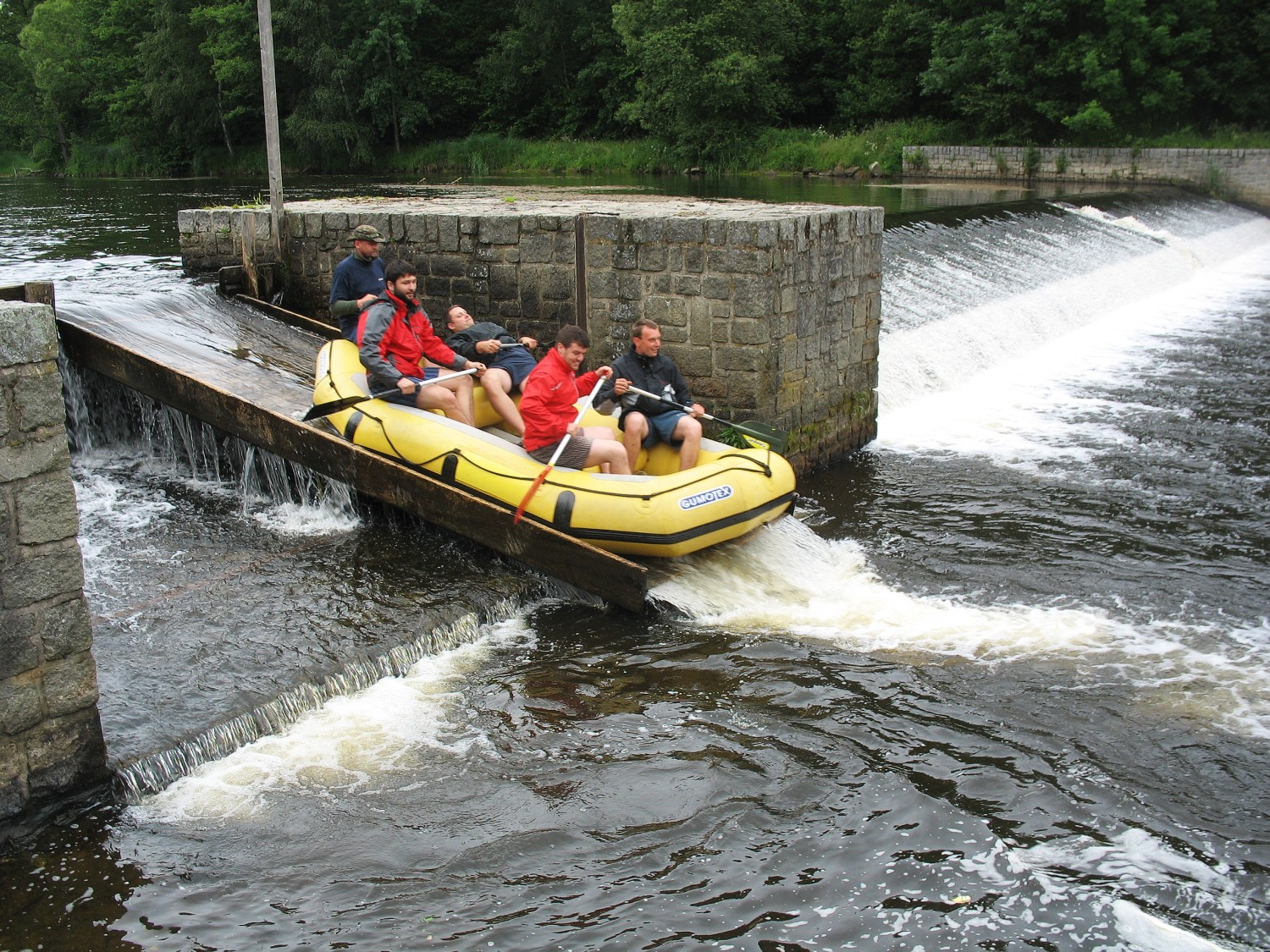
Vltava, Horní mlýn, Herbertov.

### Omezení splavnosti na řekách v NP

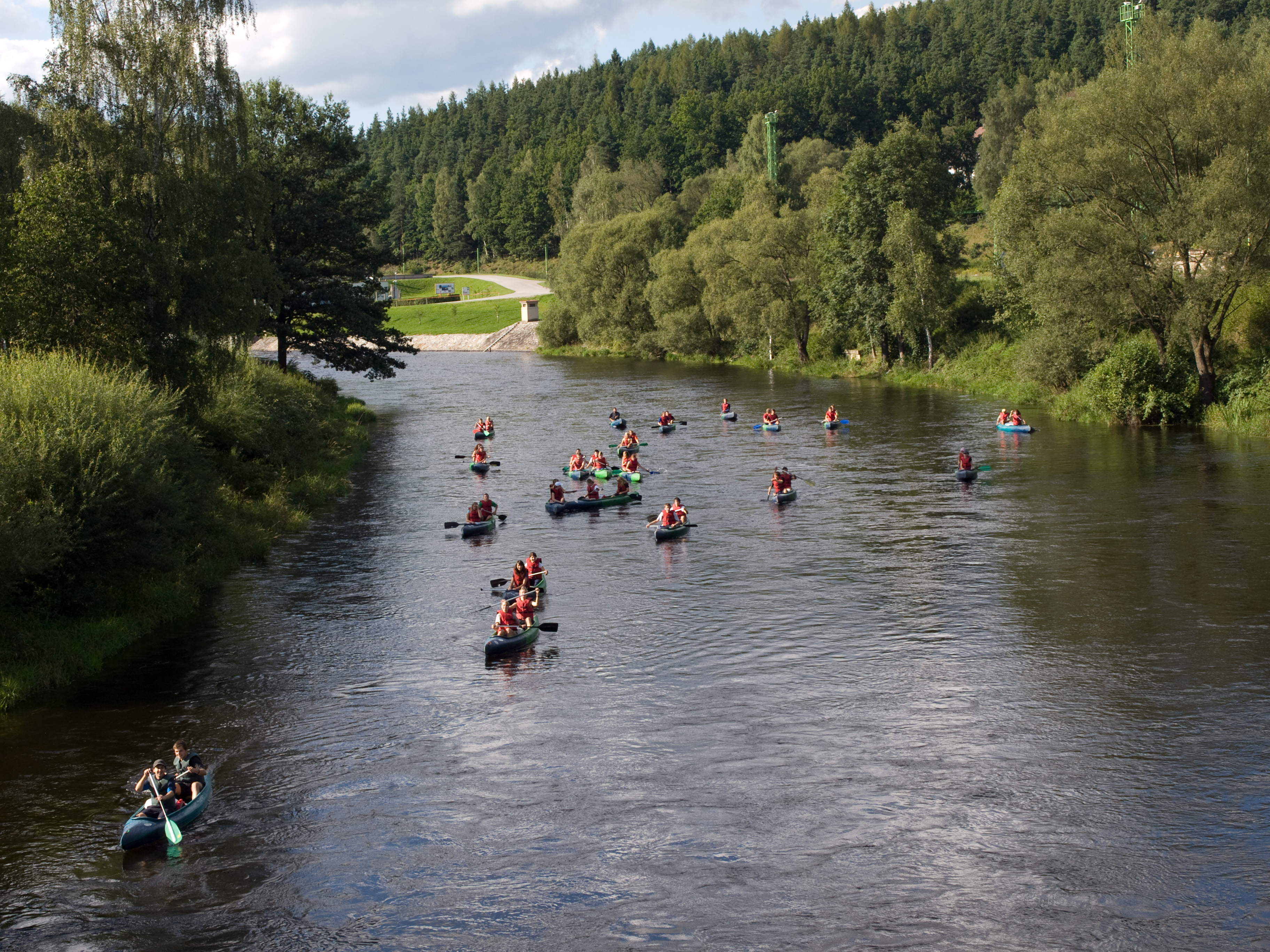
Vodáci na Vltavě, Vyšší Brod.

Správa Národního parku Šumava omezuje vodáky, kteří chtějí splouvat řeku Teplou Vltavu v úseku Soumarský most – most u Pěkné. Podle pravidel musí být v roce 2012 pro splouvání Vltava ve výšce hladiny 50–61 cm, je třeba se předem registrovat a uhradit platbu. Maximální počet registrovaných plavidel denně je nejvýše 100. 

### Hospodaření NP
Šéf SPO-Zemanovci, Miloš Zeman zaslal v roce 2010 v rámci volební kampaně médiím otevřený dopis, kterým se obrací na ministra financí Eduarda Janotu kvůli situaci v NP Šumava. „Tak například ministerstvem životního prostředí byly jen od roku 2005 dosud Správě NP Šumava poskytnuty nebývale vysoké přímé finanční dotace v celkové výši více než jedné miliardy korun. Výsledkem využití těchto dotací jsou však bohužel již nenávratně uschlé obrovské lesní plochy o rozloze nejméně 20 procent z celkového množství 55 tisíc hektarů lesa,“ uvádí v dopise Zeman.

### Zonace NP
Bezzásahové zóny, které v současnosti čítají na 135 územních fragmentů, mají být podle nové koncepce po schválení nového zákona sloučeny do 10 až 12 územních celků (prvních zón). Ministr životního prostředí Pavel Drobil a ředitel Národního parku Šumava František Krejčí měl záměr, aby správa v budoucnu vytvořila průnik mezi současným typem péče o lesy a nelesní ekosystémy a zonací NP Šumava. První zóna neměla být podle ředitele Krejčího striktně celá bezzásahová, například by byly udržovány oplocenky, revitalizována rašeliniště či podsazovány lesní dřeviny a třeba i vysazovány nové stromy.
Představitelé šumavských obcí nesouhlasí s plánem ochranářů rozšířit plochu nejpřísněji chráněných I. zón. Obce se obávají šíření kůrovce a omezení hospodaření ve svých lesích.

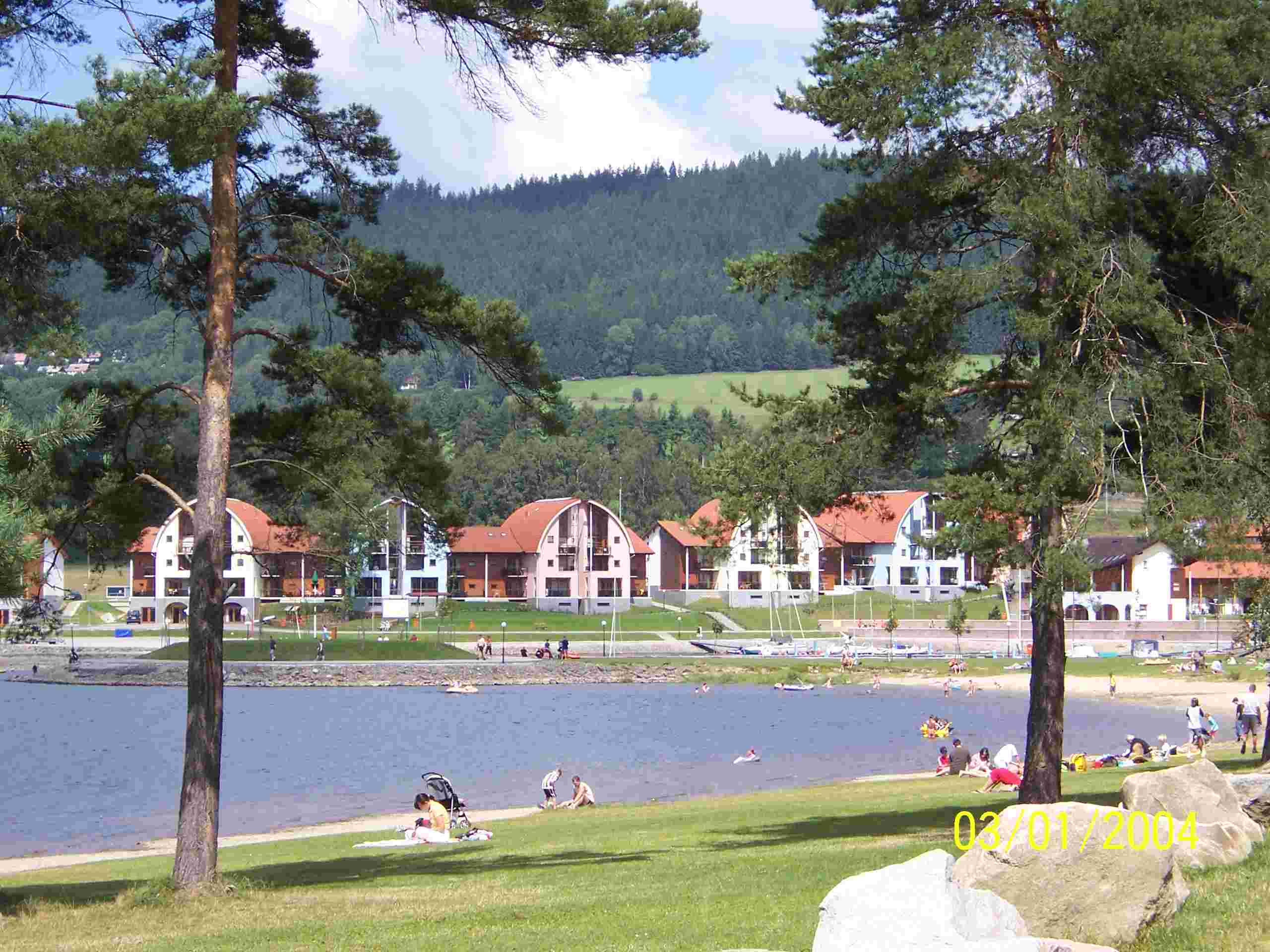
Lipno, rekreační oblast.

### Stavební činnost v NP
Spor je především vyvolán nárůstem zájmu investorů v rámci módní vlny zájmu o výstavbu sídel na Šumavě pro nejmajetnější obyvatele ČR a dlouhodobě o výstavbu sjezdovek, sportovišť a zábavních zařízení, spojených s turistickým ruchem. Myšlenku zrušení NP Šumava a rozmach stavební činnosti podporují především zastupitelé Plzeňského kraje a Svaz šumavských obcí. Stavební činnost v NP chce architektonicky sladit Správa NP ve stylu krajinné architektury Šumavy.

### Vědecká rada NP
Podle sdružení šumavských obcí ředitel NP Stráský měl po svém dosazení do funkce v úmyslu jmenovat novou radu parku s tím, že počet jejích členů sníží z 53 na 45 a zruší její vědeckou sekci. Na březnovém zasedání (2011) Rady Národního parku Šumava – konzultačního a poradního sboru – rezignovalo čtrnáct ze šestnácti přítomných členů její vědecké sekce. Bývalí členové zrušené vědecké sekce NPŠ založili Stínovou vědeckou radu Národního parku Šumava.

### Volba ředitele NP Jana Stráského
Důvody proč v roce 2010 ředitel Správy NP Šumava František Krejčí odstoupil nejsou veřejně známé. J. Stráský po zvolení popsal svůj úkol jako hledání kompromisu „…Vědci podle něj na Šumavě najdou místa, ukazující na to, jak mohla vypadat šumavská divočina. Zdůrazňovat prý ale chce také fakt, že na Šumavě je 22 obcí. Obce národního parku mají být podle něj vzorovou infrastrukturou, "neverbálním učitelem" toho, jak se lidé v přírodě mají chovat. Prostor dává Šumava podle nového ředitele správy všem.“
Plzeňský kraj vyjádřil J. Stráskému plnou podporu. „Vnímám pana Stráského jako velmi schopnou osobu (…), která může navrátit fungování Národního parku Šumava k normálnímu stavu. Zároveň je zárukou nalezení vzájemné důvěry mezi Správou národního parku, obcemi, kraji a veřejností,“ řekl hejtman Plzeňského kraje Milan Chovanec. Hnutí Duha volbu ihned kritizovalo.

### Přístupnost NP
Správa Národního parku Šumava v roce 2011 pod vedením ředitele Jana Stráského hledala cestu, jak turistům umožnit cestu přes hraniční přechod Modrý sloup, přestože s tím kvůli tetřevům nesouhlasí ochránci přírody. Historický hraniční přechod pro pěší Modrý sloup na Šumavě je v roce 2011 turistům nepřístupný kvůli ochraně vzácného pralesního ptáka, tetřeva hlušce.

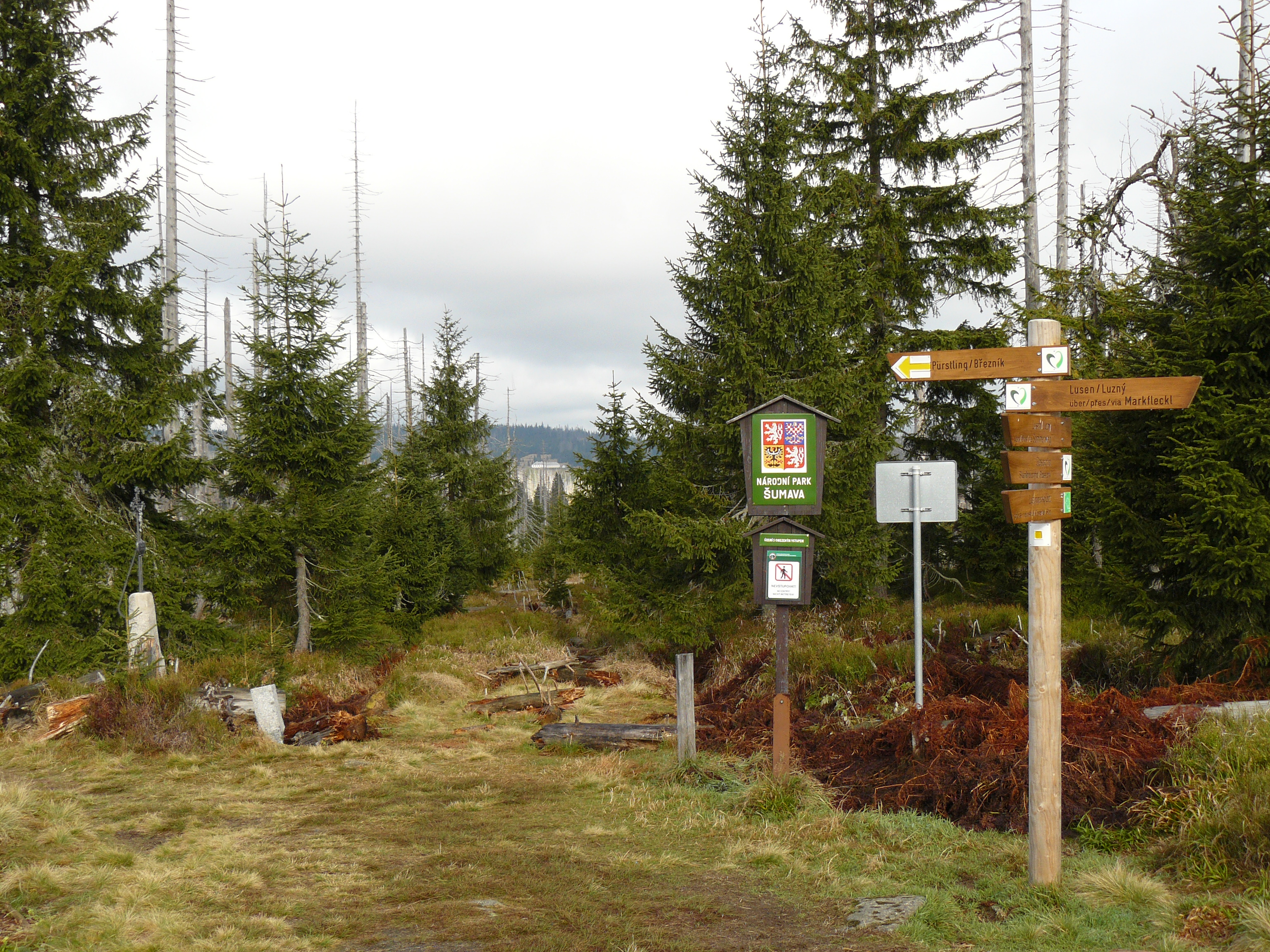
Modrý sloup

#### Zrušení zákazu vstupu do některých oblastí NP
15. prosince 2010 Nejvyšší správní soud ČR na podnět soukromého aktivisty rozhodl o zrušení zákazu vstupu do oblastí Smrčina, Trojmezná, Vltavský luh, Horskokvildské slatě, Modravské slatě, Křemelná a Plesná s Poledníkem mimo značené cesty, protože tak razantní omezení nebylo v nařízení Správy NP dostatečně zdůvodněné. Dotčené oblasti nepatří k první zóně národního parku, ale v minulosti byly součástí nepřístupného hraničního pásma ČSSR a dnes zde žije například jediná životaschopná populace tetřeva hlušce v Česku.

### Těžba nerostných surovin v oblasti NP

#### Těžba zlata
Kanadsko-česká TVX Bohemia důlní na Šumavě prováděla po roce 1989 průzkum se záměrem těžit zlato po roce 1989 na Kašperskohorsku.
Proti plánovanému záměru firmy TVX vzniklo občanské sdružení "Šumava nad zlato". Proti těžbě zlata argumentuje tím, že hospodářství ČR nepotřebuje nutně těžit zlato.

## Fotogalerie

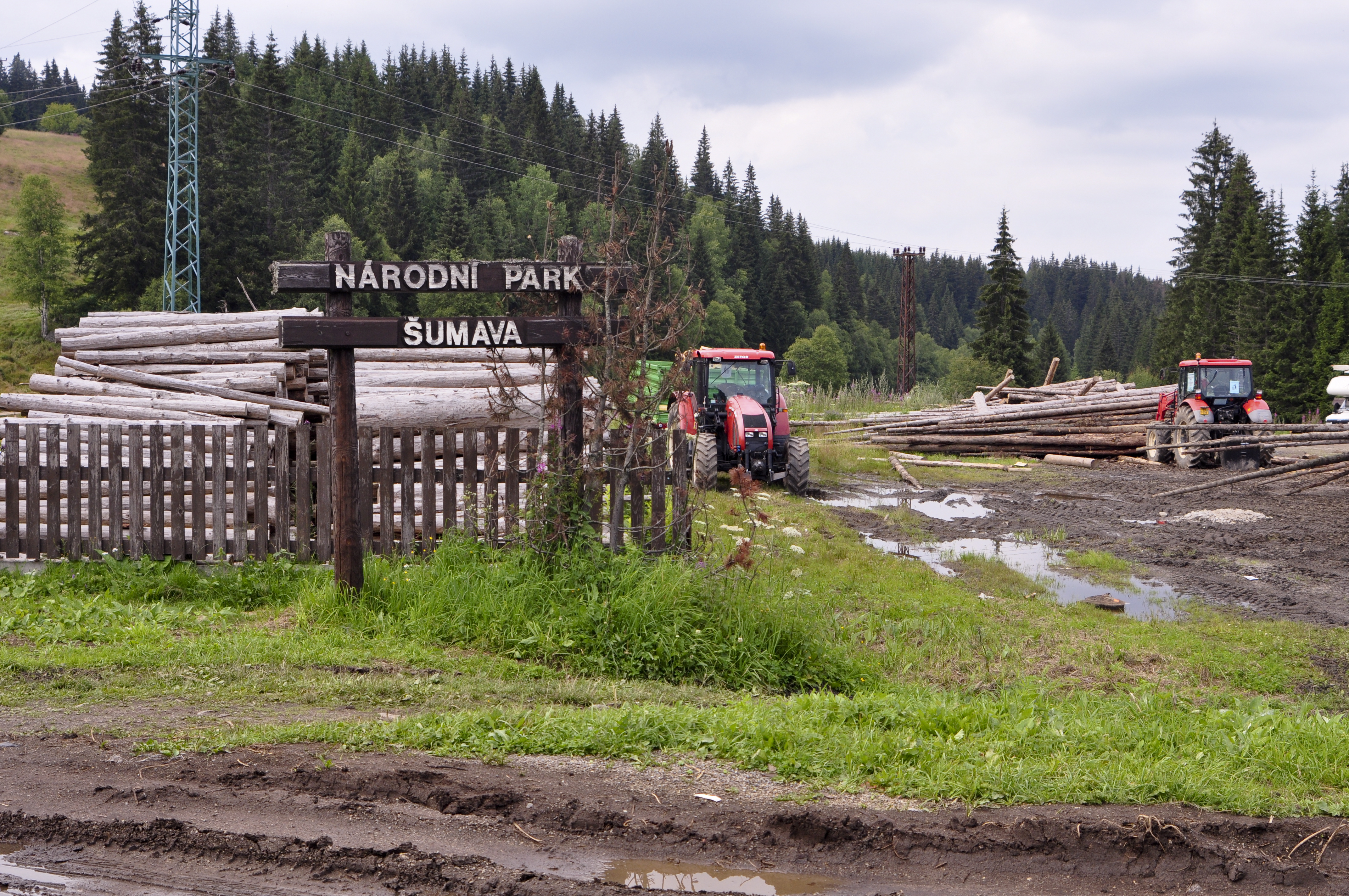
Označení NPŠ na Modravě
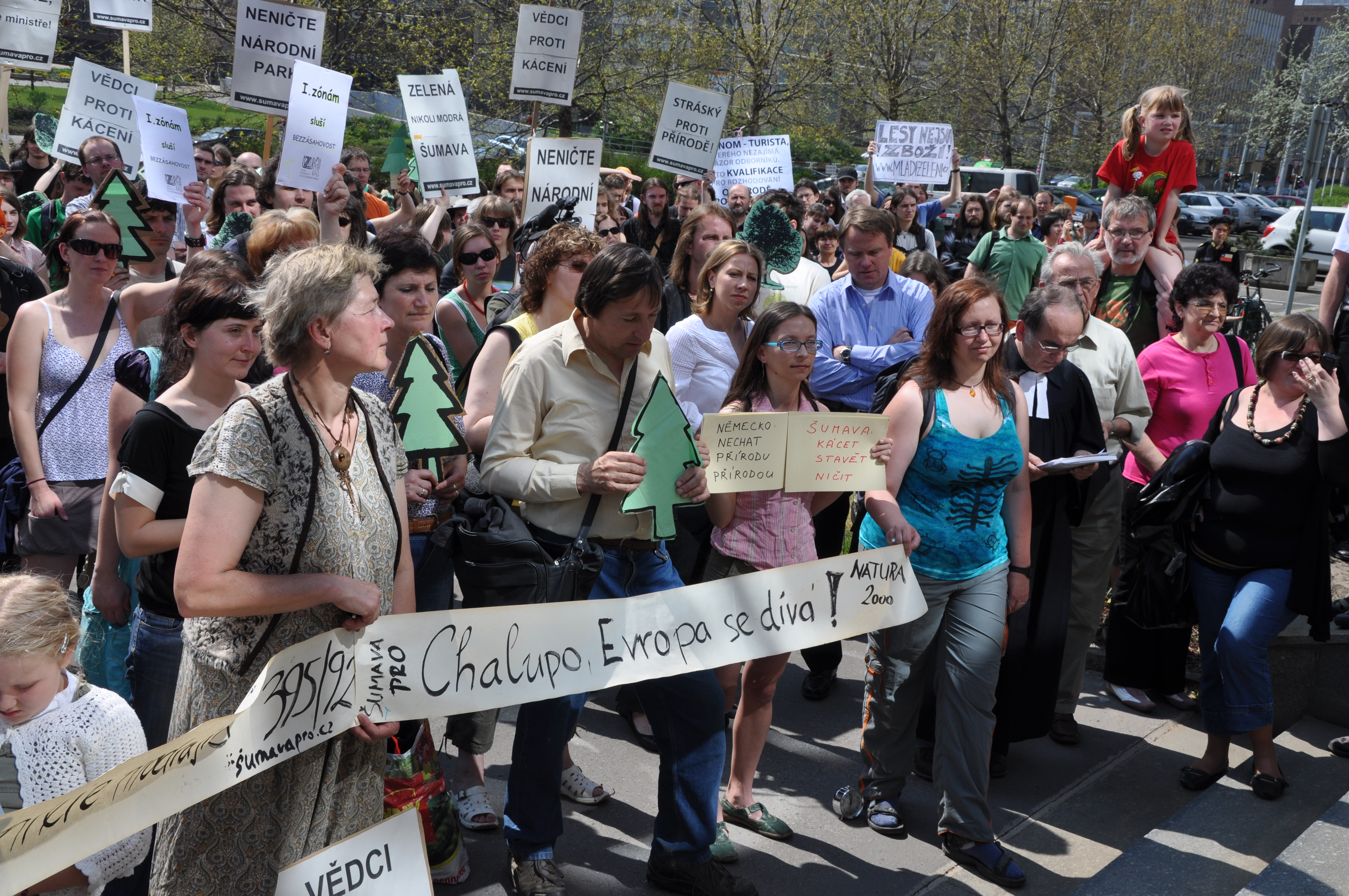
Demonstrace před Ministerstvem životního prostředí
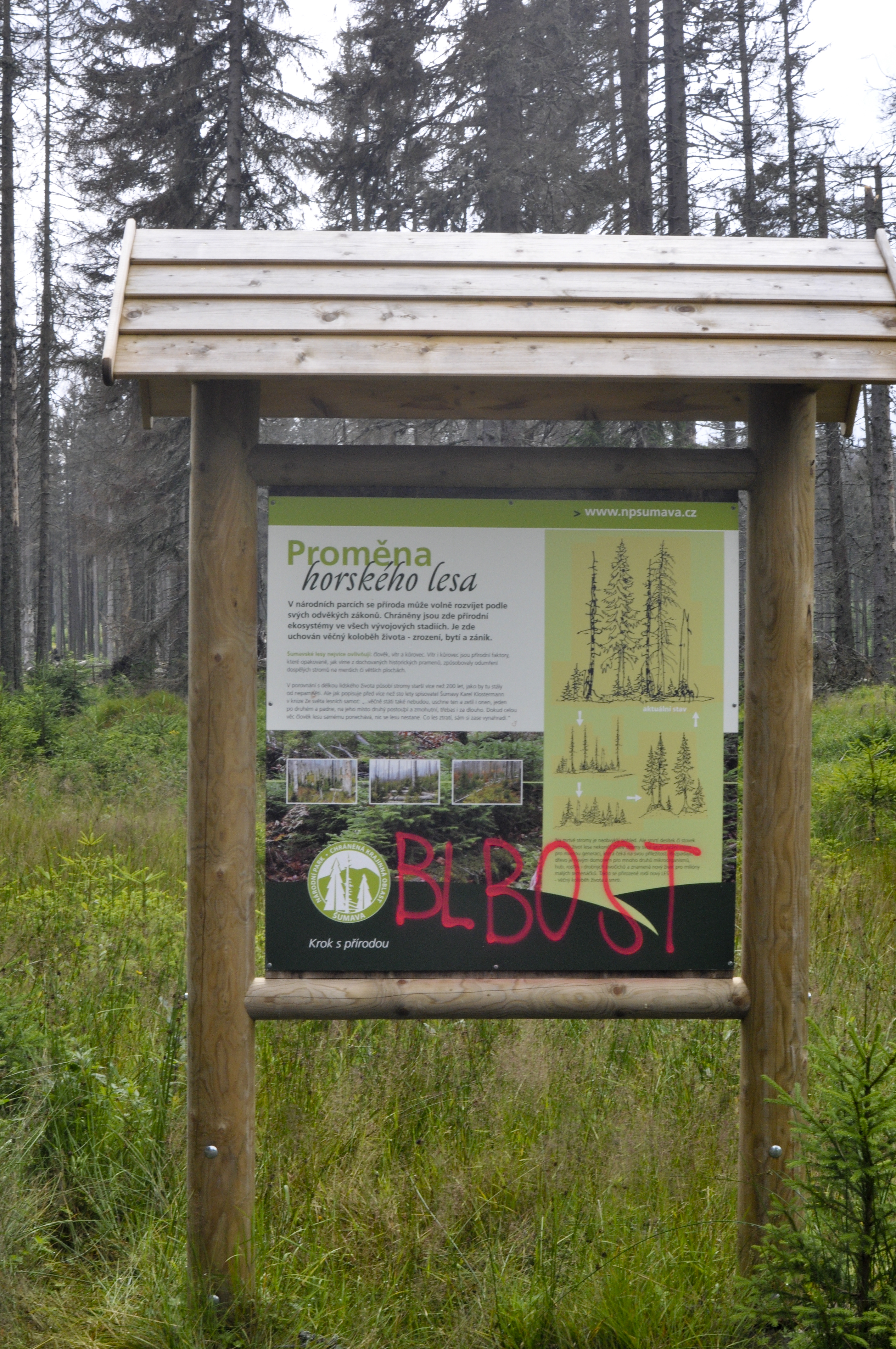
Informační tablo „Proměny horského lesa“ u Kvildy
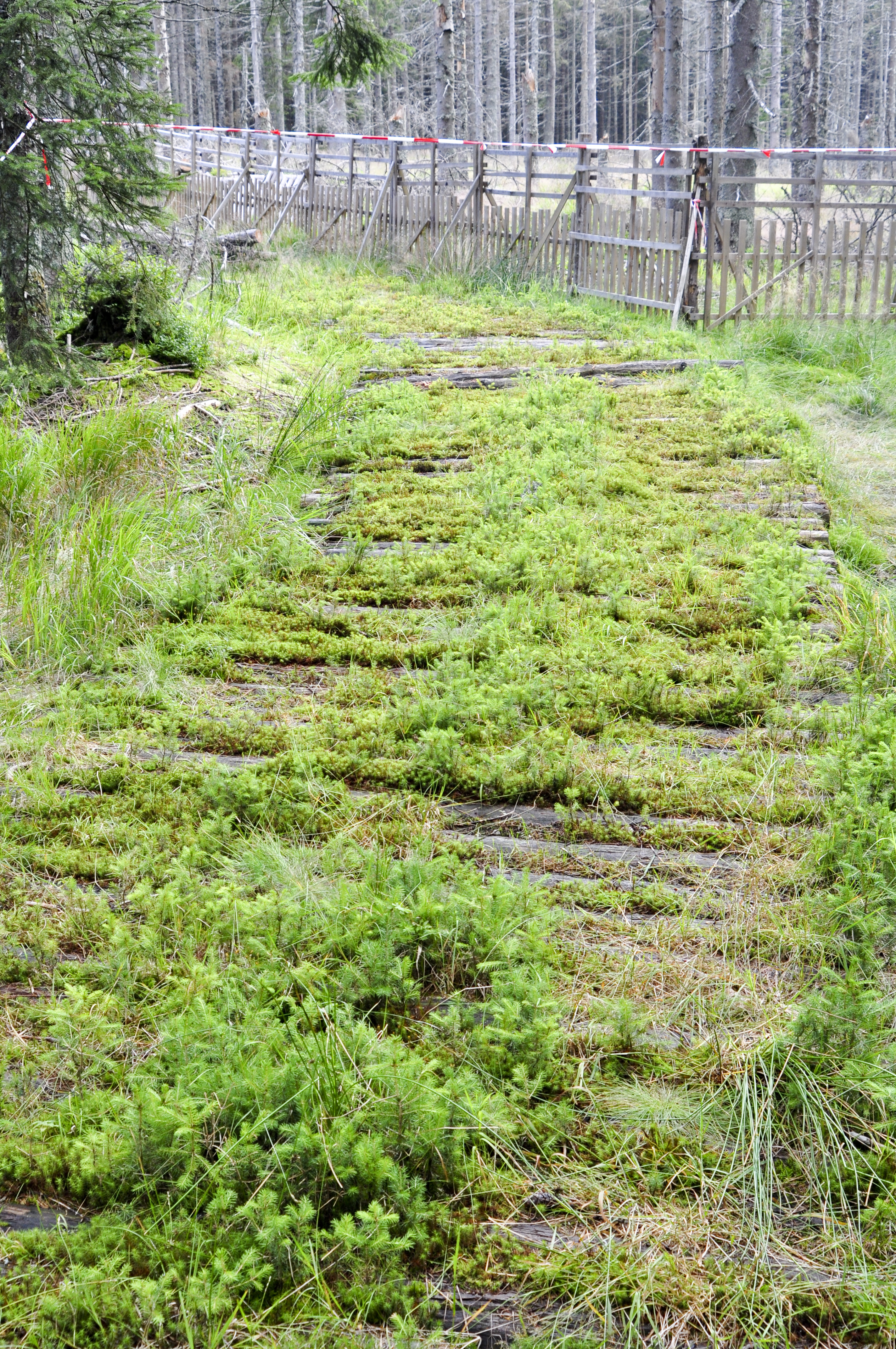
Povalová cesta Na Ztraceném

### Elektronické monografie
1. ↑   Horské smrčiny na rozcestí [online]. 2005 [cit. 2011-08-23]. Dostupné online.[nedostupný zdroj]
2. ↑   Bezzásahový les na Šumavě na příkladu Židovského lesa [online].  Praha: Fortuna, 2011 [cit. 2011-08-23]. Dostupné v archivu pořízeném dne 2016-03-04.
3. ↑   Bezzásahový les na Šumavě aneb jak lze též pracovat s informacemi [online]. 2011 [cit. 2011-08-23]. Dostupné online.
4. ↑   Silvarium-zony. www.silvarium.cz [online]. [cit. 2011-07-26]. Dostupné v archivu pořízeném dne 2010-10-10.
5. ↑   EnviWeb - Problémy NP Šumava rozdělují odborníky, veřejnost i politiky: [online]. [cit. 2011-07-26]. Dostupné online.
6. ↑   Vědecká rada NP Šumava odstoupila na protest proti řediteli Stráskému [online]. Economia [cit. 2011-07-26]. Dostupné online.
7. ↑   Na Šumavě nelze omezovat turisty tak jako dosud, rozhodl soud. iDNES.cz [online]. 2010-12-15 [cit. 2018-01-05]. Dostupné online.